# Hernando de Aldana
Hernando de Aldana (Valencia de Alcántara, España, 1481 – Cusco, Virreinato del Perú, 1546) fue un conquistador y explorador español. Participó en la conquista del Perú y en las guerras civiles entre los conquistadores. El historiador José Antonio del Busto lo considera el primer quechuísta del Perú.

## Biografía
Pertenecía a la familia Aldana de la provincia de Cáceres, de origen gallego, cuyo antepasado era el ilustre Hernán Pérez de Aldana, el vencedor de Guillermo de Normandía, que luego cambió su apellido Aldana por el de Maldonado. Sabía leer y escribir. Se ignora la fecha en que arribó a América en busca fortuna. Uno de sus parientes fue Lorenzo de Aldana, que también se embarcó a las Indias.
Se alistó en el tercer viaje de Francisco Pizarro como soldado de infantería. Fue el primer español que se interesó en aprender el idioma quechua, la lengua de los incas, tomando anotaciones de las palabras quechuas que iba aprendiendo, por lo que bien se le puede considerar como el primer quechuísta.
El cronista Pedro Cieza de León cuenta que, estando la hueste española en Cajamarca, Aldana se ofreció voluntariamente para ir, en solitario, como mensajero ante el inca Atahualpa, para pedirle que apresurara su marcha a la ciudad, en cuya plaza le esperaban los españoles. Se cuenta que Aldana, estando ante la presencia del Inca, se negó a entregarle su espada, manteniéndose firme ante los intentos de los guardias indígenas de desarmarlo. Una vez entregado el recado, Aldana regresó donde sus compañeros, ganando así fama de valiente e intrépido.

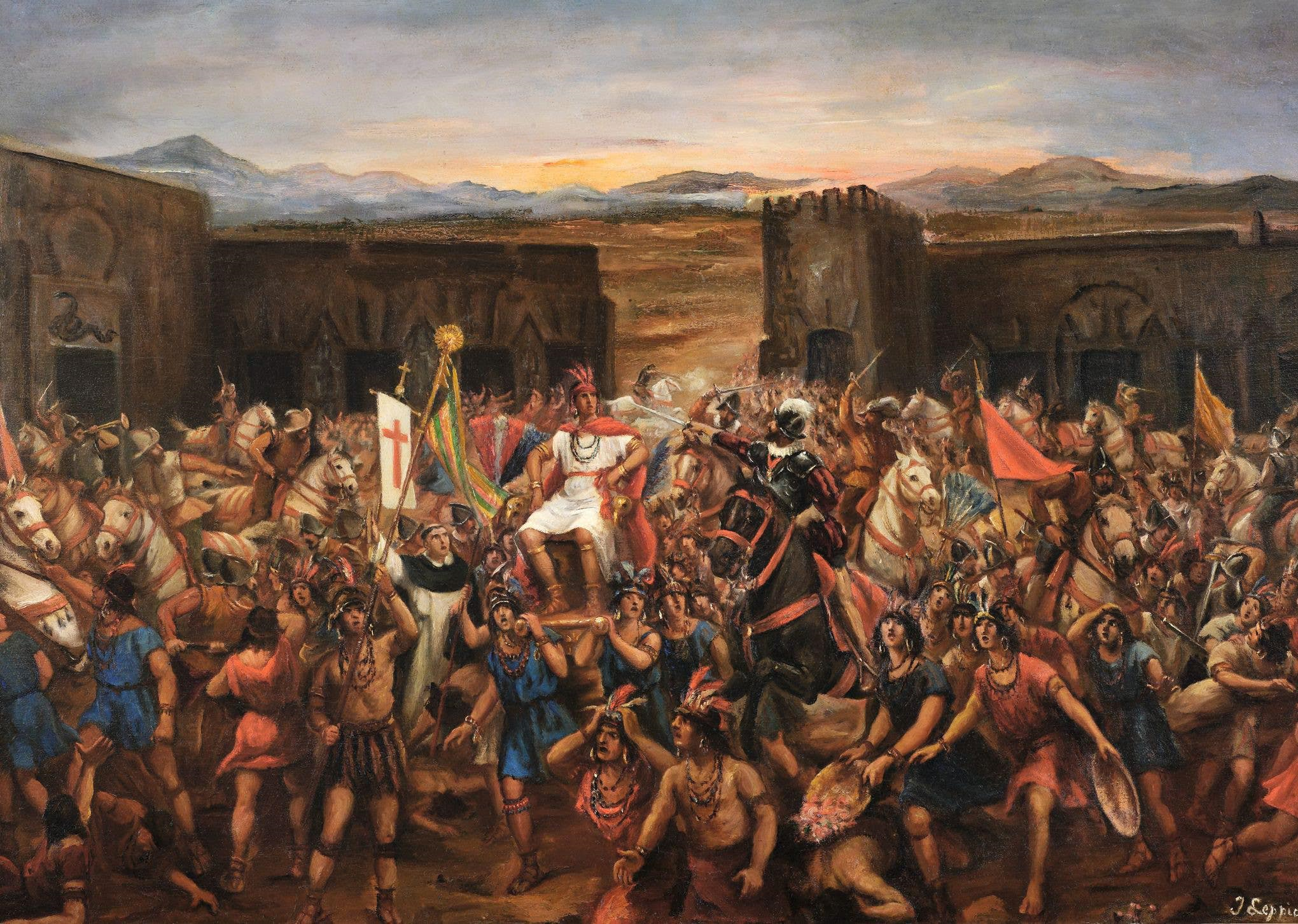
Óleo de Juan B. Lepiani que representa la captura de Atahualpa en Cajamarca.

Durante la captura de Atahualpa en la plaza de Cajamarca, Aldana, por ser el único español que entendía el quechua, acompañó al fraile Vicente de Valverde y el intérprete Martinillo, durante el requerimiento formal hecho al monarca indígena. De la parte del rescate de Atahualpa recibió 4450 pesos de oro y 181 marcos. Asistió luego a la fundación española de Jauja, desde donde envió  a su madre María Prieto y a su hermano Alonso de Aldana, un millar de pesos de oro.
En 1535 era regidor en el Cusco, siendo uno de los defensores de esta ciudad durante el cerco de Manco Inca en 1536. Por entonces era ya soldado de caballería. Destacó en la toma del santuario de Angocagua y sirvió de mensajero ante Manco Inca, escoltado por tres jinetes españoles. Durante esta misión fue capturado por el almagrista Francisco de Chaves y llevado ante Diego de Almagro, que lo trató muy bien y lo dejó libre. Debelada la sublevación de Manco Inca, el siguiente episodio de la conquista del Perú fue la disputa del Cusco entre pizarristas y almagristas, que derivó en la primera guerra civil entre los conquistadores.
Aldana, en su calidad de regidor, recibió a Almagro en el Cusco como gobernador de Nueva Toledo. Lo hizo presionado por las circunstancias, pues en el fondo simpatizaba con los pizarristas. Fue así que, junto con Lorenzo de Aldana, ayudó a Gonzalo Pizarro y a Alonso de Alvarado a fugar de su prisión en el Cusco, marchando con ellos a Lima.
Finalizada la guerra civil, renunció a su vecindad en el Cusco y marchó a Charcas, estableciéndose en la villa de La Plata, entonces en pleno auge por la explotación del metal argentífero. Fue beneficiado con una encomienda de indios (1538).
Tras el asesinato de Francisco Pizarro y la rebelión de Diego de Almagro el Mozo, se mantuvo leal a la Corona y marchó junto con Peránzurez en apoyo de Cristóbal Vaca de Castro. Se contó entre los vencedores de la batalla de Chupas (1542). Siguió como vecino en La Plata y en reconocimiento a sus servicios, pudo conservar su repartimiento de indios e incluso este fue acrecentado.
Al estallar la Gran Rebelión de los encomenderos encabezada por Gonzalo Pizarro, Aldana mantuvo su lealtad a la Corona y partió de La Plata en apoyo del virrey Blasco Núñez Vela. En el camino se enteró de que éste había sido apresado por sus propios oidores y que la rebelión iba ganando terreno. Desalentado, regresó a Charcas, pero al pasar por el Cusco, tuvo el infortunio de tropezarse con Francisco de Carvajal, lugarteniente de Gonzalo, el célebre Demonio de los Andes. Carvajal se confesaba enemigo de todos los Aldana, en especial de Lorenzo de Aldana, y lo primer que hizo al ingresar al Cusco fue apresar a Hernando de Aldana, a quien, sin motivo alguno, condenó a morir ahorcado. Se dice que al ser llevado al patíbulo, Aldana se quebró y empezó a llorar, pero de nada le sirvió, cumpliéndose la condena en la plaza de Armas del Cusco (1546).